# جائزة الشاشة لأفضل ممثلة
جائزة الشاشة لأفضل ممثلة هي إحدى جوائز الشاشة التقديرية التي يتم تقديمها سنويًا من قبل لجنة تحكيم متميزة من صناعة الأفلام الهندية «بوليوود»، لتكريم الممثلة التي قدمت أداءً متميزًا في دور قيادي.

## قائمة
| التفوق                                          | الممثلة | العدد |
| ----------------------------------------------- | --- | ----- |
| ممثلة حاصلة على أكثر الجوائز                    | فيديا بالان | 5     |
| الممثلة الحاصلة على أكثر الجوائز المتتالية      | فيديا بالان | 4     |
| ممثلة مع أكثر الترشيحات                         | كاجول آيشواريا راي | 9     |
| ممثلة مع أكثر الترشيحات دون أن تفوز على الإطلاق | كاريشما كابور، بريتي زينتا، كانغانا رانوت                                                                                                   | 5     |
| ممثلة حاصلة على أكثر الترشيحات في عام واحد      | كاجول (1999) , آيشواريا راي (2000) , بريانكا شوبرا (2010), فيديا بالان (2012), ديبيكا بادوكون (2014) عاليا بهات (2017), أنوشكا شارما (2017) | 2     |
| أكبر فائز                                       | فيديا بالان | 38    |
| أكبر مرشحة                                      | شارملا طاغور | 61    |
| أصغر فائزة                                      | عاليا بهات | 23    |
| أصغر مرشحة                                      | كاجول، راني موخرجي، عائشة تاكيا | 20    |